# Anna Földényi
Anna Maria Földényi (* 22. August 1974 in Düsseldorf, Deutschland) ist eine ehemalige ungarische Tennisspielerin.

## Karriere
Anna Maria Földényi, die am liebsten auf Sandplätzen spielte, begann im Alter von fünf Jahren mit dem Tennis. Ihr Vater Thomas trainierte sie bei einem lokalen Tennisverein. Auf dem ITF Women’s Circuit konnte sie insgesamt 13 Einzel- und drei Doppeltitel gewinnen.
Ihr bestes Ergebnis auf der WTA Tour war das Finale bei den Estoril Open 1999 mit Rita Kuti-Kis, das sie gegen Alicia Ortuño/Cristina Torrens Valero mit 6:7, 6:3 und 3:6 verlor.
Von 1992 bis 2000 spielte sie auch für die ungarische Fed-Cup-Mannschaft, mit einer Bilanz von 19:5.

## Erfolge

### Einzel
Turniersiege 
| Nr. | Datum          | Turnier        | Kategorie   | Belag | Finalgegnerin     | Ergebnis         |
| --- | -------------- | -------------- | ----------- | ----- | ----------------- | ---------------- |
| 1.  | April 1989     | Dubrovnik      | ITF $10.000 | Sand  | Réka Szikszay     | 6:2, 6:78, 7:66  |
| 2.  | August 1990    | Budapest       | ITF $25.000 | Sand  | Silke Frankl      | 6:2, 4:6, 6:4    |
| 3.  | Mai 1992       | Porto          | ITF $50.000 | Sand  | Maja Zivec-Skulj  | 6:2, 6:3         |
| 4.  | Juli 1992      | Darmstadt      | ITF $25.000 | Sand  | Nicole Arendt     | 6:2, 7:6         |
| 5.  | 1997Juni       | Velenje        | ITF $10.000 | Sand  | Meike Fröhlich    | 6:1, 6:1         |
| 6.  | Juli 1997      | Horb am Neckar | ITF $10.000 | Sand  | Julia Abe         | 6:4, 6:1         |
| 7.  | September 1997 | Kiew           | ITF $25.000 | Sand  | Katarzyna Nowak   | 6:2, 3:0 Aufgabe |
| 8.  | Mai 1998       | Salzburg       | ITF $10.000 | Sand  | Petra Mandula     | 1:6, 6:2, 6:2    |
| 9.  | Juni 1998      | Budapest       | ITF $25.000 | Sand  | Silvija Talaja    | 6:2, 6:4         |
| 10. | Juni 1998      | Sopot          | ITF $25.000 | Sand  | Nadja Petrowa     | 3:6, 6:2, 7:65   |
| 11. | Juli 1998      | Horb am Neckar | ITF $10.000 | Sand  | Zsófia Gubacsi    | 6:3, 6:0         |
| 12. | September 1998 | Bukarest       | ITF $25.000 | Sand  | Bahia Mouhtassine | 6:4, 6:4         |
| 13. | Juli 2004      | Horb am Neckar | ITF $10.000 | Sand  | Zuzana Zálabská   | 6:4, 6:79, 6:4   |

### Doppel

#### Turniersiege
| Nr. | Datum          | Turnier  | Kategorie   | Belag | Partnerin     | Finalgegnerinnen             | Ergebnis  |
| --- | -------------- | -------- | ----------- | ----- | ------------- | ---------------------------- | --------- |
| 1.  | Juni 1998      | Budapest | ITF $25.000 | Sand  | Rita Kuti-Kis | Petra Gáspár Petra Mandula   | 6:0, 6:4  |
| 2.  | Juni 1998      | Sopot    | ITF $25.000 | Sand  | Rita Kuti-Kis | Marketa Kochta Syna Schmidle | 6:1, 7:64 |
| 3.  | September 1998 | Bordeaux | ITF $50.000 | Sand  | Rita Kuti-Kis | Amanda Hopmans Sandra Klösel | 6:2, 6:3  |

#### Finalteilnahmen
| Nr. | Datum      | Turnier | Kategorie    | Belag | Partnerin     | Siegerinnen                           | Ergebnis      |
| --- | ---------- | ------- | ------------ | ----- | ------------- | ------------------------------------- | ------------- |
| 1.  | April 1999 | Oeiras  | WTA Tier IVa | Sand  | Rita Kuti-Kis | Alicia Ortuño Cristina Torrens Valero | 6:7, 6:3, 3:6 |